# Sopot (Dolj)
Sopot è un comune della Romania di 1817 abitanti, ubicato nel distretto di Dolj, nella regione storica dell'Oltenia.
Il comune è formato dall'unione di 7 villaggi: Bașcov, Beloț, Cernat, Pereni, Pietroaia, Sârsca, Sopot.